# Плевен
Плевен — місто в Болгарії, адміністративний центр Плевенської області. Розташоване на півночі країни.
Плевен та його околиці мають коріння з античної давнини і практично безперервний розвиток протягом тисячоліть.
Міжнародну відомість Плевен здобув через облогу в 1877, під час якої турецький гарнізон впродовж майже п'яти місяців захищався проти об'єднаних російсько-румунських сил, що мали кількісну перевагу в живій силі в 3-4 рази, а в артилерії в 5 разів.

## Географія
Плевен розташовується в сільськогосподарському регіоні в самому серці Дунайської рівнини, історичний рагіон Мезія, оточений низькими вапняковими пагорбами, плевенськими висотами. Центральне розташування міста в північній Болгарії визначає його важливість як великого адміністративного, економічного, політичного, культурного і транспортного центра. Плевен розташований за 170 км від столиці Софії, 320 км на захід від болгарського узбережжя Чорного моря і на 50 км на південь від Дунаю.
Річка Віт тече поруч з містом, а невеличка річка Тучениця (здебільшого відома в Плевені як Барата, буквально «Струмочок») перетинає його.
| Клімат                  | Клімат | Клімат | Клімат | Клімат | Клімат | Клімат | Клімат | Клімат | Клімат | Клімат | Клімат | Клімат | Клімат |
| Показник                | Січ.   | Лют.   | Бер.   | Квіт.  | Трав.  | Черв.  | Лип.   | Серп.  | Вер.   | Жовт.  | Лист.  | Груд.  | Рік    |
| Абсолютний максимум, °C | 22,8   | 24,0   | 31,2   | 35,1   | 37,5   | 38,4   | 44     | 41,8   | 40,8   | 38,3   | 28,8   | 23,4   | 44     |
| Середній максимум, °C   | 1,3    | 4,6    | 10,3   | 18,1   | 23,1   | 26,7   | 29,3   | 29,4   | 25,4   | 18,2   | 10,5   | 4,1    | 16,8   |
| Середня температура, °C | −2,2   | 0,6    | 5,4    | 12,5   | 17,4   | 21,0   | 23,4   | 22,9   | 18,6   | 12,4   | 6,4    | 0,7    | 11,6   |
| Середній мінімум, °C    | −5,5   | −3,3   | 0,9    | 6,8    | 11,5   | 14,8   | 16,7   | 16,1   | 12,3   | 7,2    | 2,9    | −2     | 6,5    |
| Абсолютний мінімум, °C  | −29,3  | −22,2  | −18,9  | −5,7   | 0,6    | 3,4    | 8,7    | 8,9    | −0,6   | −6,5   | −20,4  | −24    | −29,3  |
| Норма опадів, мм        | 39     | 34     | 33     | 52     | 68     | 81     | 63     | 40     | 38     | 44     | 45     | 41     | 578    |
| ----------------------- | ------ | ------ | ------ | ------ | ------ | ------ | ------ | ------ | ------ | ------ | ------ | ------ | ------ |
| Джерело: Stringmeteo    |        |        |        |        |        |        |        |        |        |        |        |        |        |

## Історія

### Стародавні часи і античність

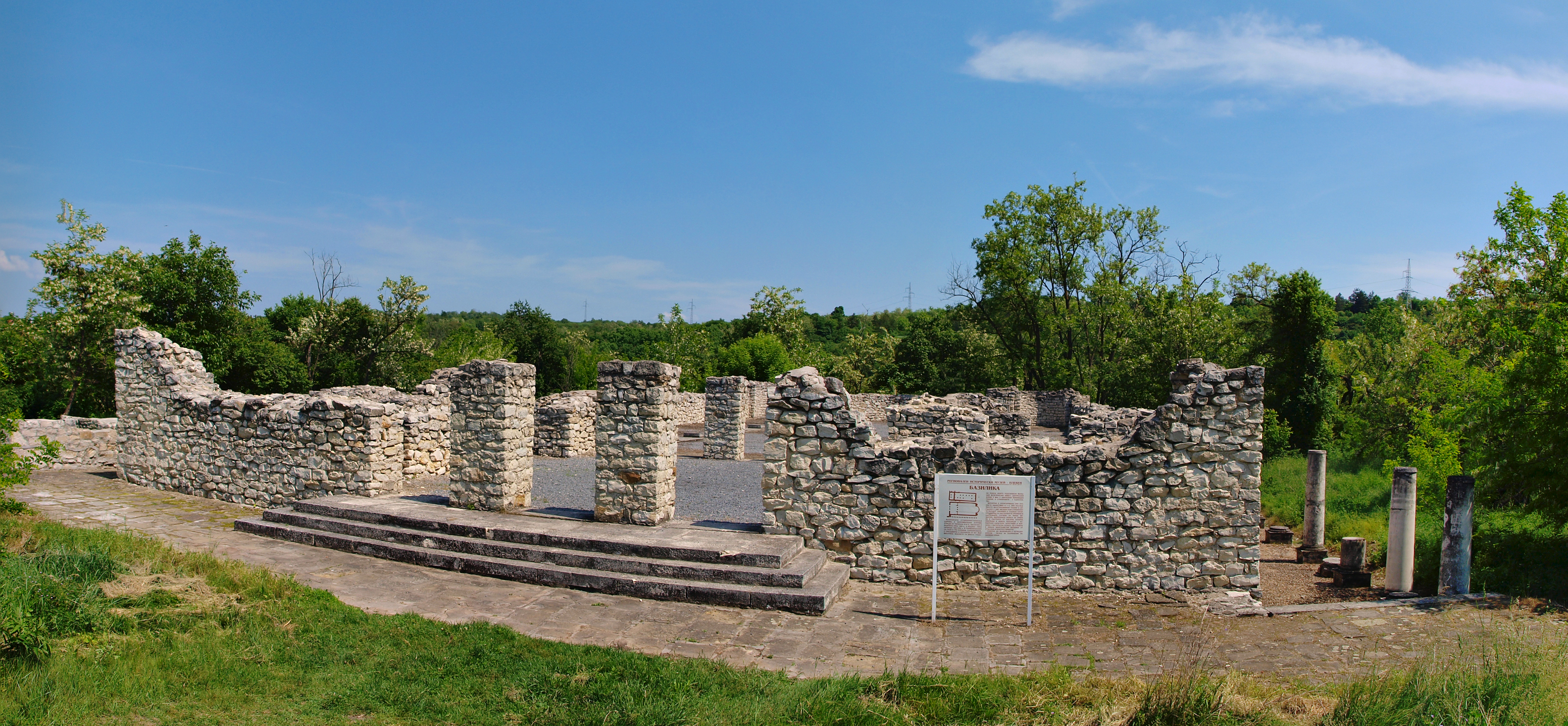
Антична базиліка в Сторгозії

Найдавніші сліди людського життя і діяльності на цих землях відносяться до кінця 5-го тисячоліття до нашої ери. Численні археологічні знахідки свідчать про високу матеріальну і духовну культуру фракійців, які жили тисячоліття тому. Серед них — найбільший золотий скарб, знайдений на болгарських землях, що складається з 13 культових об'єктів загальною вагою 12,5 кг.

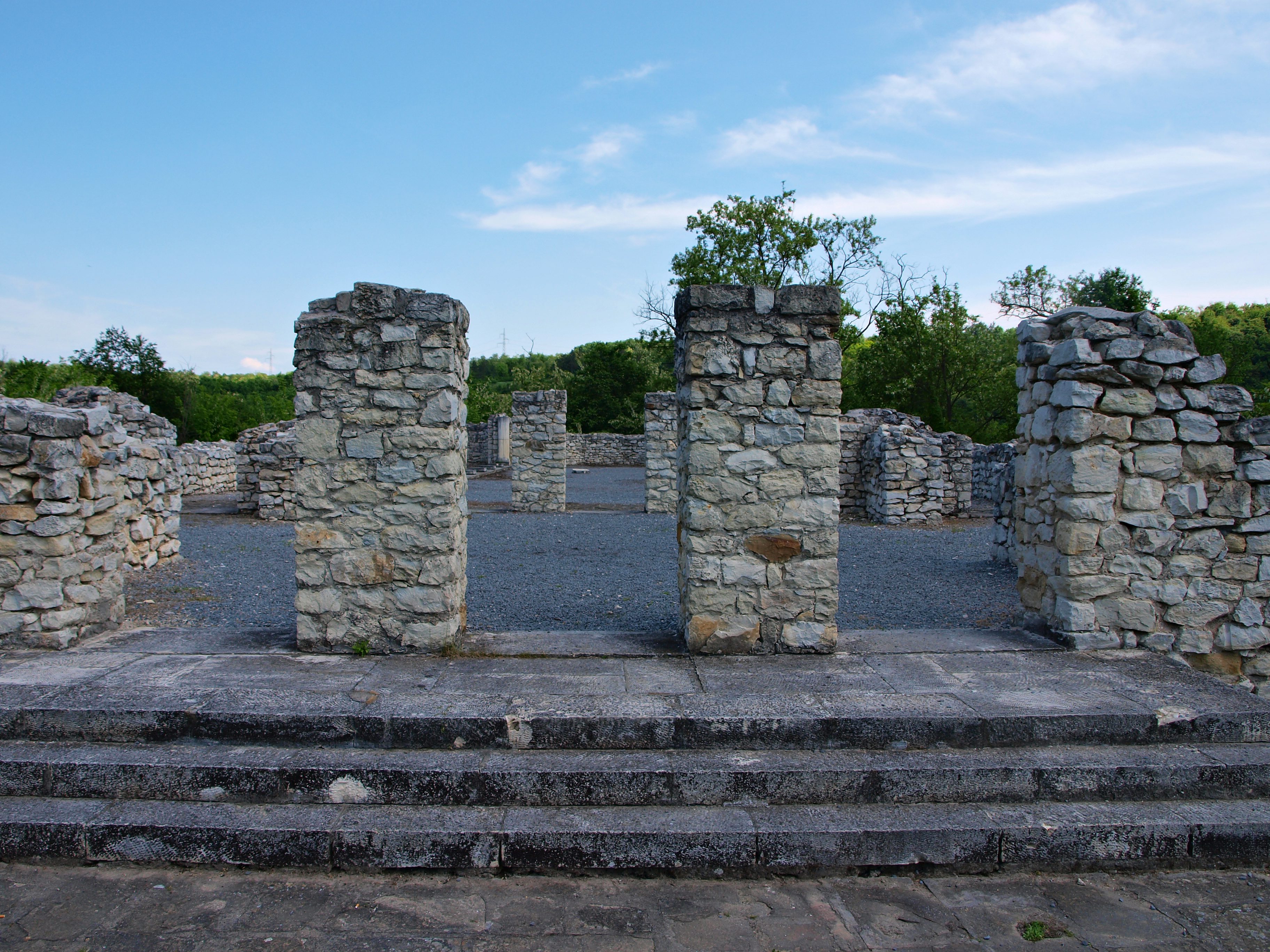
Руїни давньоримської фортеці Сторгозія

На початку нової ери ці землі стали частиною Римської імперії. По дорозі від Ескуса до Пилипополя в нинішній Плевен виникла римська дорожня станція Сторгозія і пізніше однойменна фортеця. Археологічні дослідження говорять про масштабне будівництво адміністративних, військових і культових споруд. Одним з найцінніших археологічних пам'яток, збережених до наших днів, є християнська базиліка 4-й століття, друга за величиною в Болгарії після великої королівської церкви в Плісці.

### Середньовіччя
У середні століття Плевен — болгарське місто з добре розвиненими ремеслами, торгівлею і карбуванням.

### Під османським ярмом
У 1738 р. населення Плевена було переважно турецьким.
Під час російсько-турецької війни 1806—1812 рр. генерал-майор граф Михайло Семенович Воронцов восени 1810 р. вирушив до Плевена з близько 3 тис. піхотинців і 1000 вершників для отримання необхідних запасів. Гіди та перекладачі його армії евакуювали болгар з Плевена під час курдлянських заворушень. Багато місцевих болгар війшло до складу його військ. 16 жовтня 1810 Воронцов підкорив і зруйнував Плевенську кам'яну фортецю Керван Сарай і вирушив у Ловеч і Севлиєво. Після виходу військ через арабськи та арнаутськи банди постраждали села Долна Митрополія, Гривиця, Недовець, Пелішат, Кашин, монастир Кайла та багато інших.
В епоху Відродження населення займається землеробством, ремеслами і торгівлею, будуються церкви і школи. Мости і громадські фонтани (наприклад, Балаклия) будує влада. У 1825 році тут було відкрито першу світську школу. У 1840 р. (в інших джерелах в 1841 р.) Анастасія Димитрова відкрила першу в Болгарії школу дівчат. У Плевені в 1869 році національний революціонер і апостол болгарської свободи Васил Левски створив у країні перший революційний комітет. У тому ж році було створено читальню «Згода».

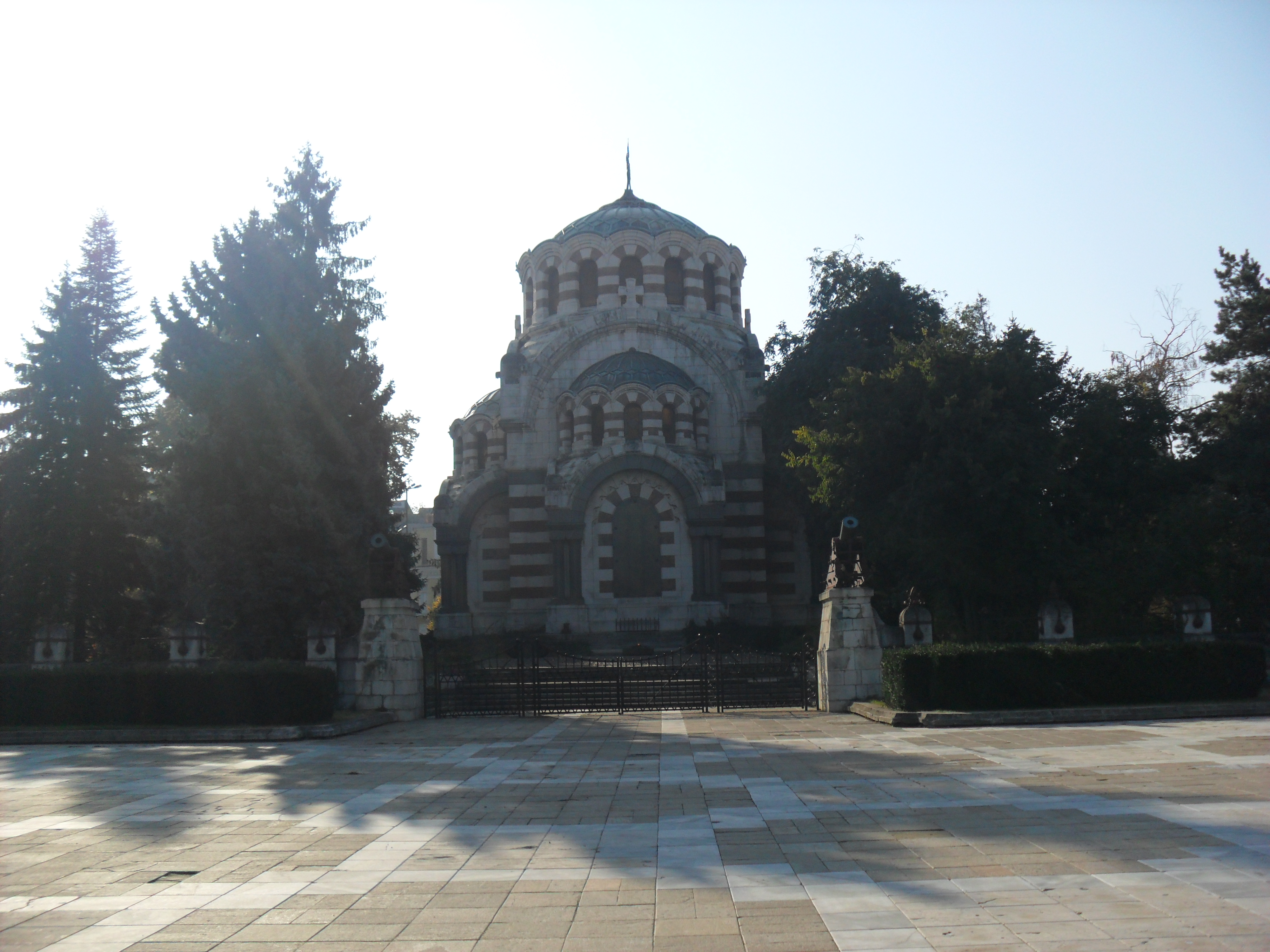
Мавзолей Плевена

У ході російсько-турецької війни, (1877—1878) Плевен набуває стратегічного значення і зосереджує увагу світової громадськості на 5 місяців (Плевенська битва). Навколо міста зосереджені значні військові сили, і, на думку багатьох дослідників, результат війни тут також вирішується внаслідок облоги населення Плевена, проведеної відповідно до стратегії генерала Тотлебенау грудні 1877. Російська та румунська армія перемогли турецьку і захопити Плевен. Осман-паша передав меч румунському командиру Михайлу Черкесу, і російському генерал-лейтенанту Івану Ганецькому. На боці воюючих країн (Туреччина і Союз Росії — Румунії) гинуть десятки тисяч вояків. Вулиці, а також підприємства, носять назви дат, особистостей, полків, пов'язаних з Плевенською епопеєю. Протягом багатьох років вулиці на південь від центру були названі після війни: Енос, Чаталджа, Гренадерська, Олександрівська, Сан-Стефано, Шипка, Шейново, Самара, Ген. Колев.

### Після звільнення
Після звільнення Болгарії в 1878 році, Плевен зарекомендував себе як важливий адміністративний, економічний і духовний центр.
Вибори муніципалітетів 17 серпня 1919 року виграли комуністи, а мером став Іван Кантарджієв. Були введені податки на прибуток, надані будинки безпритульним, безкоштовна медична допомога, одяг, харчові продукти та підручники для бідних студентів, збільшено доходи вчителів. Комуністи були розпущені урядом у липні 1921 року. З грудня 1922 року до червня 1923 року Болгарська комуністична партія знову була у місті, цього разу — мер Івана Зонков. Кінець цієї муніципальної ради приходить з Деветоюнським переворотом.

### Новітня історія

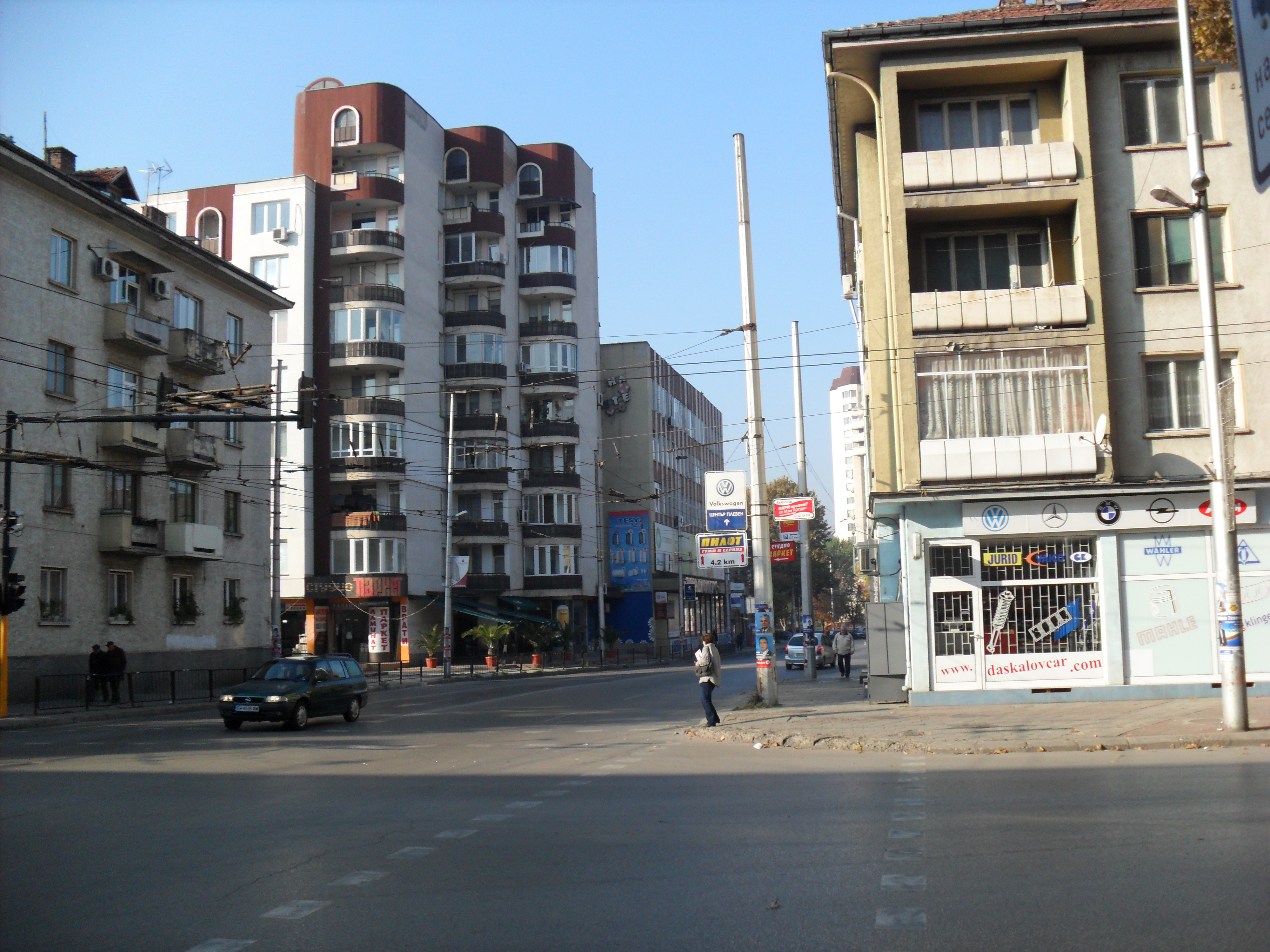

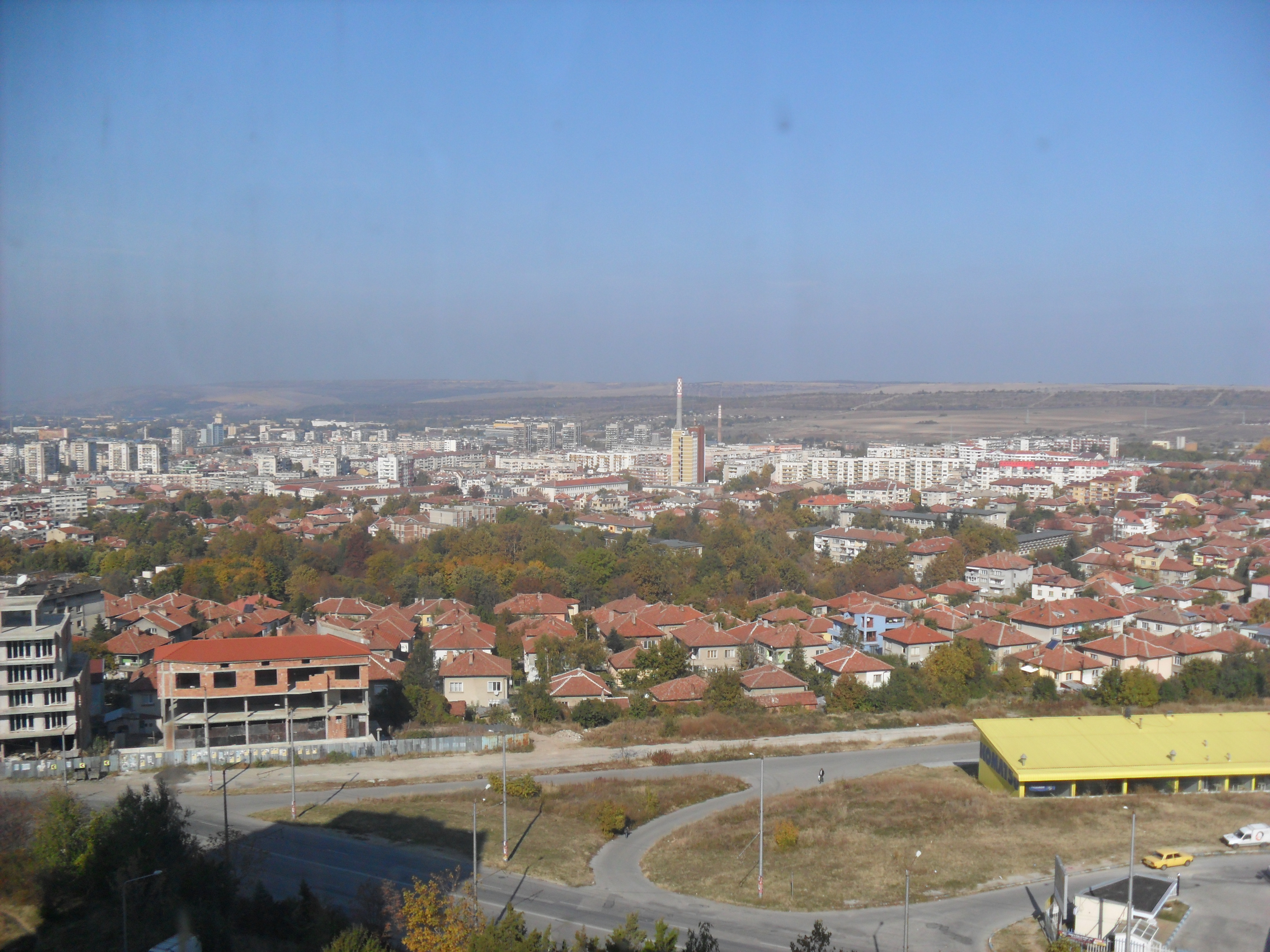
Плевен – панорама

З 1934 по 1946 рік Плевен — центр Плевенської області (одна з семи в Королівстві Болгарія). У 1949 р. утворився найбільший Плевенський район, а в 1958 р. створено невеликий Плевенський район, який приблизно збігається з нинішньою Плевенською областю.
У 1944—1959 роках відбулися зміни в місті, економіці, освіті, охороні здоров'я, банківській справі та адміністрації.
Створена промислова зона завдовшки понад 15 км, що починається на півдорозі до села Гривиця і охоплює Нефтохім (Плама) між Ясеном і Долишнім Дубником.

### Релігія
Переважаюча релігія — православна церква,Східна Православна, віруючих близько 90 % населення муніципалітету, 5 % населення — мусульмани. Плевенська єпархія, яка також входить до Нікополя, є найбільшою єпархією в країні. Римо-католицизм — 5 % населення.

## Економіка та інфраструктура

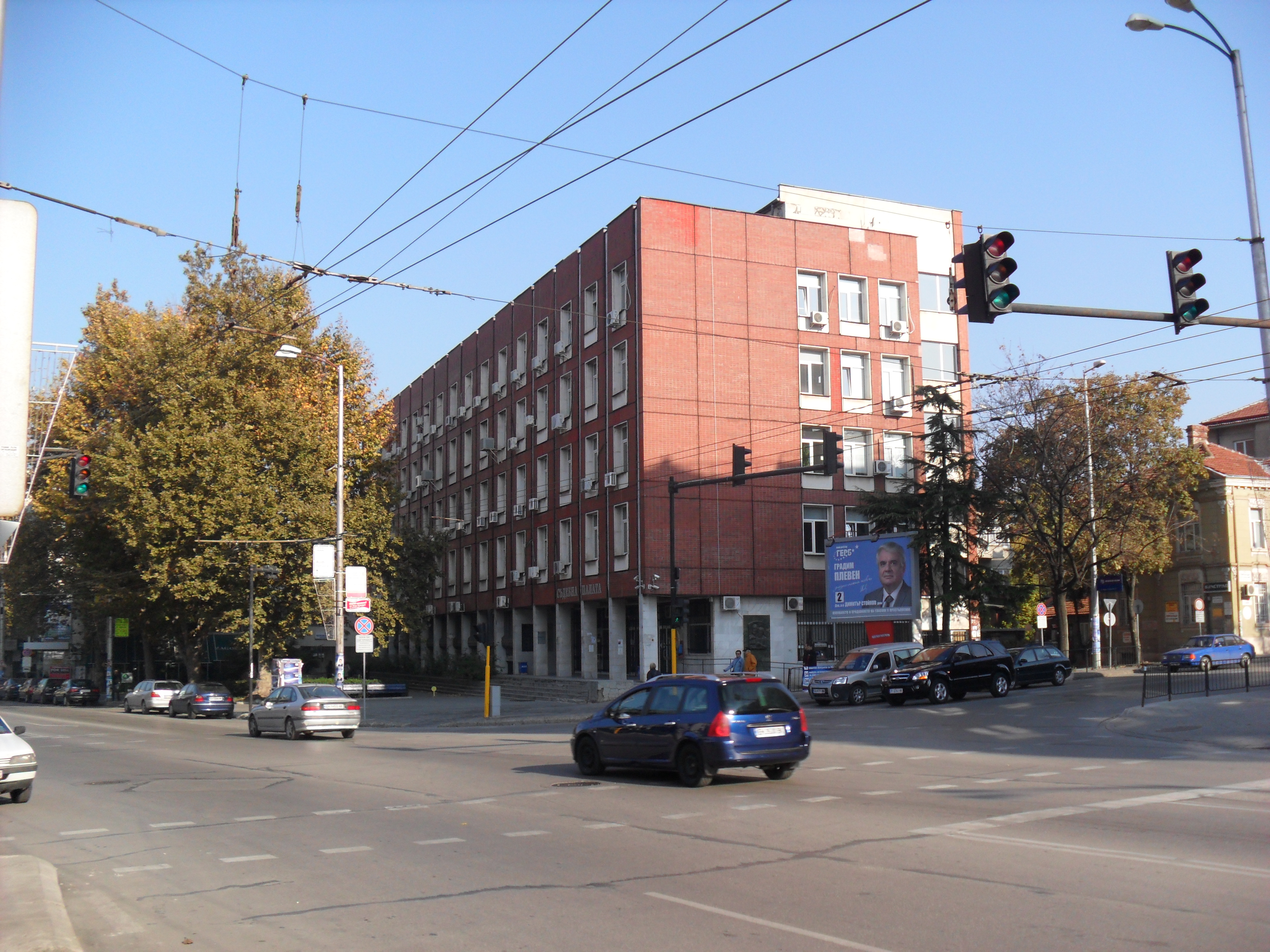
Палац суду

Щорічно збільшується обсяг інвестицій. Згідно з Національною стратегічною рамкою 2007—2013, Плевен отримає понад 60 % субсидій ЄС разом з іншими 6 містами з населенням понад 100 000 жителів в Республіці Болгарія.

### Промисловість
- ТОВ «Ваптех» — машинобудівний завод пресового та турбінного обладнання
- Метаком — ливарний завод
- Рубін — скляна фабрика
- «Електро Кабель Болгарія» — кабелі для автомобільної промисловості
- ТОВ «Димитров» — швейна фабрика
- «Fashion Group» — швейна фабрика
- «Плевен 99» — швейна фабрика
- ТОВ «Полюс ТМ» — вентиляція та кондиціонування

### Транспорт

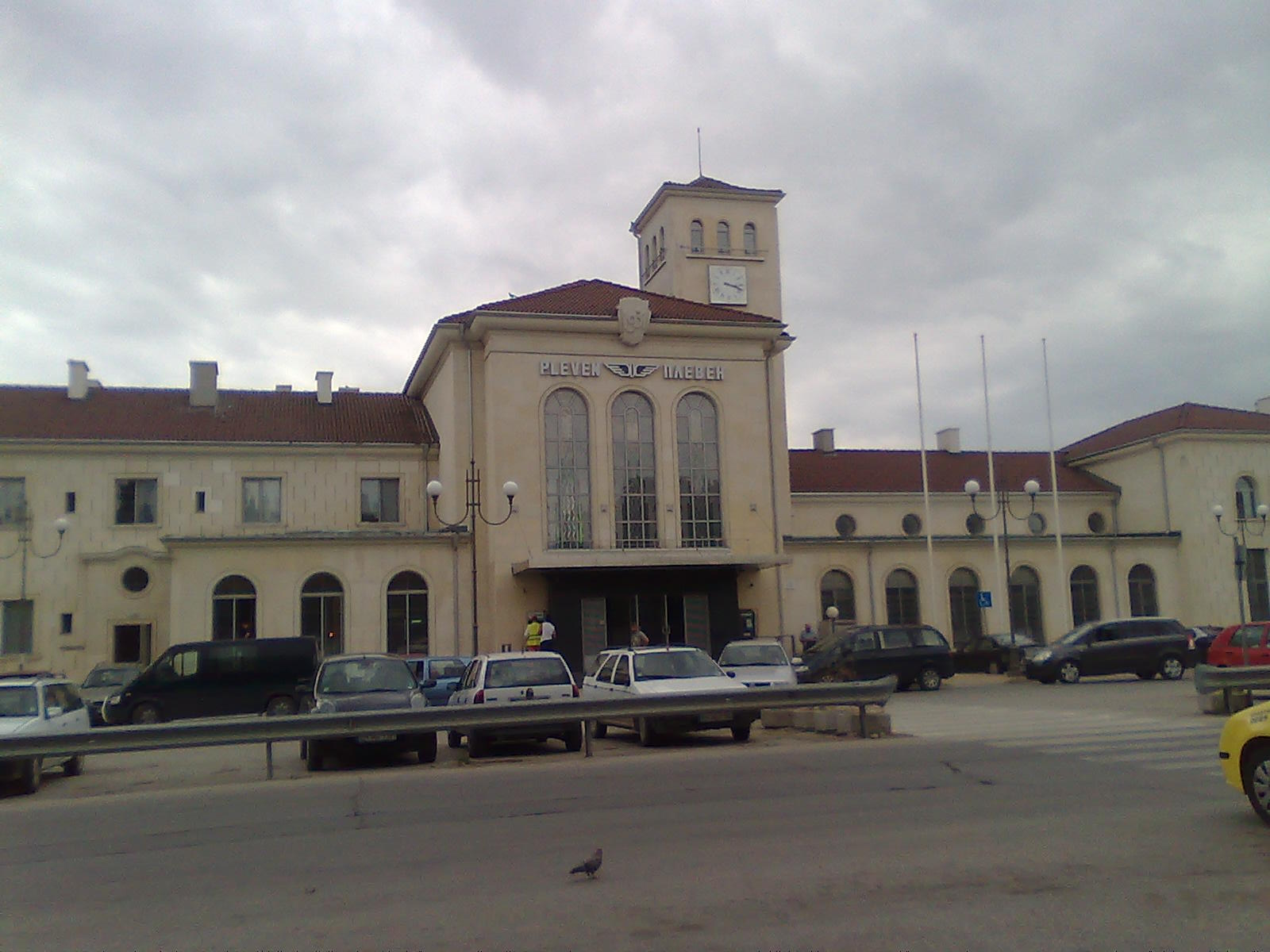
Станція Плевен

На північ від Плевена проходить міжнародний першокласний маршрут Е-83 Софія-Русе-Бухарест. Автострада А-2 «Хемус» від Софії до Варни за 15 км на південь від міста. Плевен є важливим залізничним вузлом. ЛініЇ Софія-Бухарест-Київ-Москва, а також головна внутрішня залізниця — напрямок Софія-Варна, з відхиленням від села Яссен до Долишньої Митрополії та Черковиці. Три головні вхідно-вихідні артерії міста — з Софії, Русе та Ловеча — це автомагістралі, однак вони використовуються суто для перевезень місцевого значення, у тому числі будівельних матеріалів.

## Освіта та наука

### Початкові школи
- «Отець Паїсій»
- «Патріарх Євтимій»
- «Єдність»
- «Христо Ботев»
- Початкова школа «Доктор Петро Берон»
- «Василь Левський»
- Початкова школа Йордана Йовкова
- Початкова школа «Нікола Йонков Вапцаров»
- Школа Лазаря Станева[33]
- Початкова школа "Св. Климент Охридський "

### Середні школи
- ВНЗ Цветана Спасова
- Гімназія одягу та текстилю
- Софійський університет «Іван Вазов»
- Софійський університет «Стоян Заімов»
- СУ "ПК Яворов "
- Софійський університет «Христо Смирненськи»
- Софійський університет «Анастасія Димитрова»
- Спортивна школа ім. Георгія Бенковського "
- Національна школа мистецтв «Панайот Пипков»
- Математична школа Гео Милев
- Школа викладання мови
- Вища школа Христо Ботев
- Державна фінансова та економічна школа «Інтелект»
- Професійна вища школа туризму «Алеко Константинов»
- Професійна вища школа ресторану, торгівлі та сервісу
- Професійна вища школа електроніки та хімічних технологій «Проф. Асен Златаров»
- Професійна школа виноробства та виноробства «Олександр Стамболійський»
- Професійний технікум деревообробки і машинобудування ім. Захарія Зографа
- Професійна школа будівництва, архітектури та геодезії ім. Никола Фічева
- Професійна середня школа підйомного, будівельного та транспортного обладнання «Георгій Сава Раковський»
- Професійна школа механіки та електротехніки
- Вища школа автотранспорту
- Професійна вища школа менеджменту та харчових технологій
- Вища школа харчових технологій Луї Пастера

### Вищі навчальні заклади

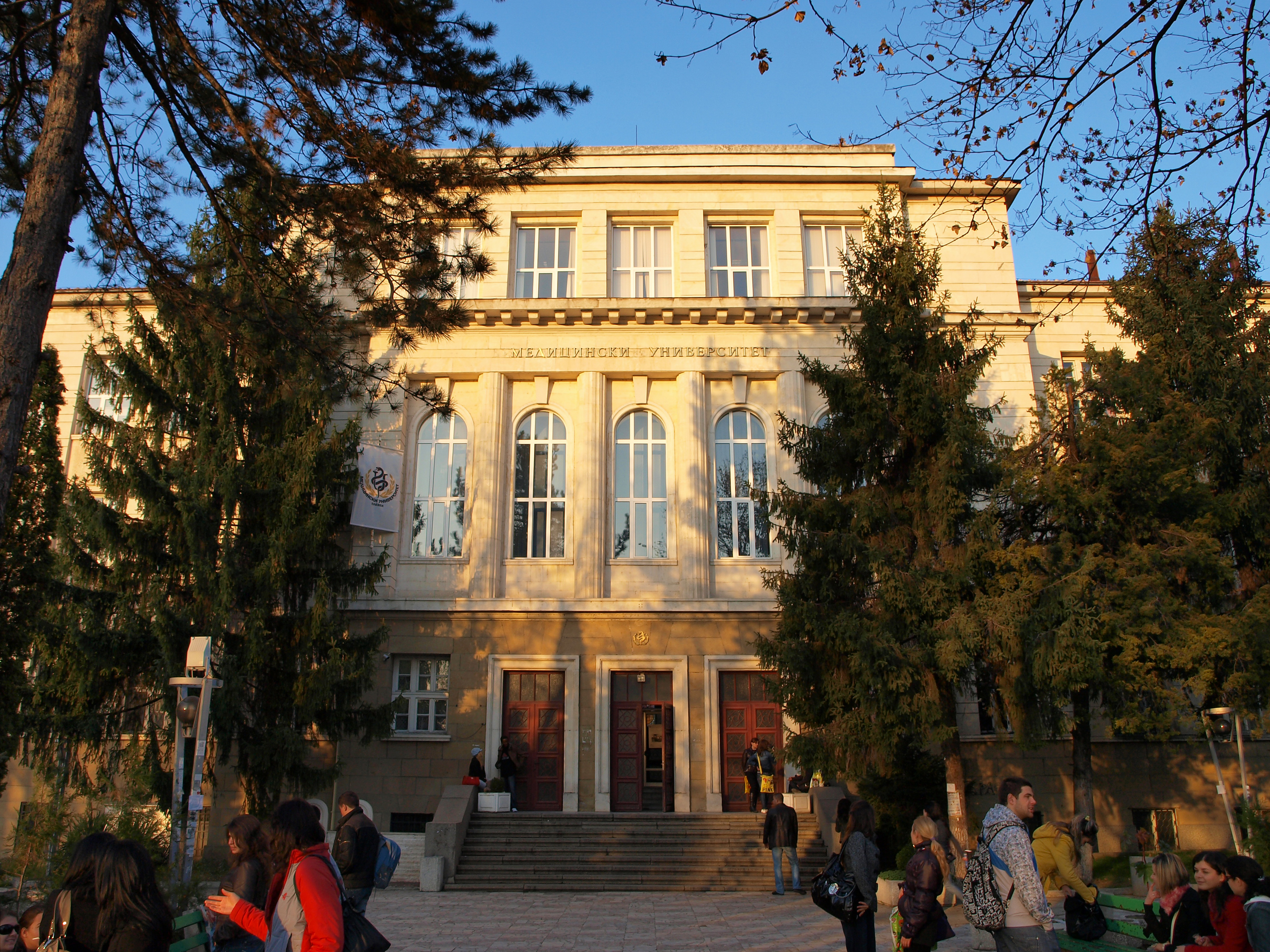
Медичний університет — Плевен

- Медичний університет — Плевенський медичний університет
- Медичний коледж — Плевен
- Педагогічний коледж — Плевенський педагогічний коледж Кирила і Мефодія
- [Національний військовий університет Національного військового університету імені Василя Левського], м. Долишня Митрополія, поблизу Плевена

## Культура

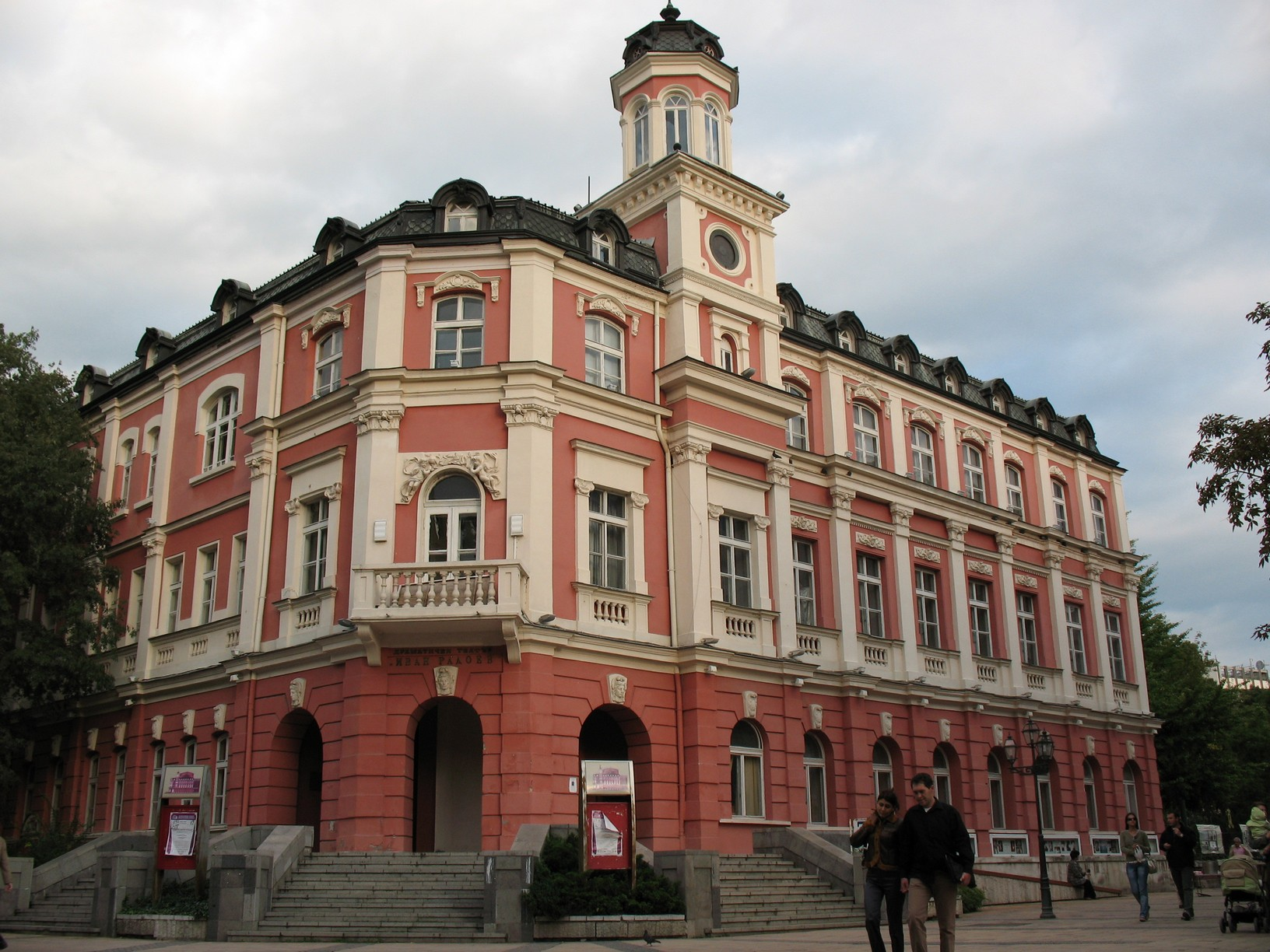
Драматичний театр «Иван Радоев»

### Опера, кіно та театр
- Драматично-ляльковий театр «Іван Радоєв»
- Плевенська філармонія з відкритою оперною сценою «Христо Брамбаров» (інформація від 10.07.2009)
- Північний ансамбль для народних пісень і танців, який є муніципальним.
- Кінотеатр «Арена»

### Музеи та галереї
- Панорама «Плевенська епопея»
- Парк-музей Скобелєв був побудований в 1904—1907 рр.
- Будинок-музей родини Вацових, з його багатим інтер'єром, був побудований в 1873 р. Навколо будинку був побудований прекрасний парк з оригінальною огорожею.
- Обласний краєзнавчий музей — історичний музей з етнографічною та природною історією
- Постійна експозиція оперної прими Гени Димитрової в Обласному історичному музеї
- Художня галерея Іллі Бешкова, Плевен
- Виставка-пожертвування Свєтлини Русевої — художня галерея, у якій близько 400 робіт відомих болгарських та зарубіжних художників
- Музей вина розташований у печерній формації, що складається з п'яти галерей площею 650 м². Розташування печери знаходиться за 5 км від центру міста Плевен, у центрі національного парку Кайлака.

## Відомі особистості
В поселенні народився:
- Маргарита Горанова (нар.. 1947) — болгарська поп-співачка.
- Надя Ножарова (1916—2014) — болгарська співачка оперети та акторка, американська підприємець та філантроп, іспанська графиня.